# Albin Ekdal
Albin Ekdal (Estocolmo, Suecia, 28 de julio de 1989) es un futbolista sueco. Juega de centrocampista y su equipo es el Djurgårdens IF de la Allsvenskan de Suecia.

## Selección nacional
Ha sido internacional con la selección de fútbol de Suecia en 70 ocasiones. Debutó el 10 de agosto de 2011, en un encuentro amistoso ante la selección de Ucrania que finalizó con marcador de 1-0 a favor de los suecos.

### Participaciones en Copas del Mundo
| Mundial                        | Sede  | Resultado        |
| ------------------------------ | ----- | ---------------- |
| Copa Mundial de Fútbol de 2018 | Rusia | Cuartos de final |

### Participaciones en Eurocopas
| Eurocopa      | Sede    | Resultado        |
| ------------- | ------- | ---------------- |
| Eurocopa 2016 | Francia | Primera fase     |
| Eurocopa 2020 | Europa  | Octavos de final |

## Clubes
| Club                 | País     | Año           |
| -------------------- | -------- | ------------- |
| I. F. Brommapojkarna | Suecia   | 2007-2008     |
| Juventus F. C.       | Italia   | 2008-2009     |
| A. C. Siena          | Italia   | 2009-2010     |
| Bologna F. C.        | Italia   | 2010-2011     |
| Cagliari Calcio      | Italia   | 2011-2015     |
| Hamburgo S. V.       | Alemania | 2015-2018     |
| U. C. Sampdoria      | Italia   | 2018-2022     |
| Spezia Calcio        | Italia   | 2022-2023     |
| Djurgårdens IF       | Suecia   | 2024-presente |